# Farfarsparadoxen (paleontologi)
Farfarsparadoxen är ett namn på den (tidigare) tidsmässiga paradoxen i fåglars förmodade utveckling från dinosaurier. 

## Upphovet till namnet

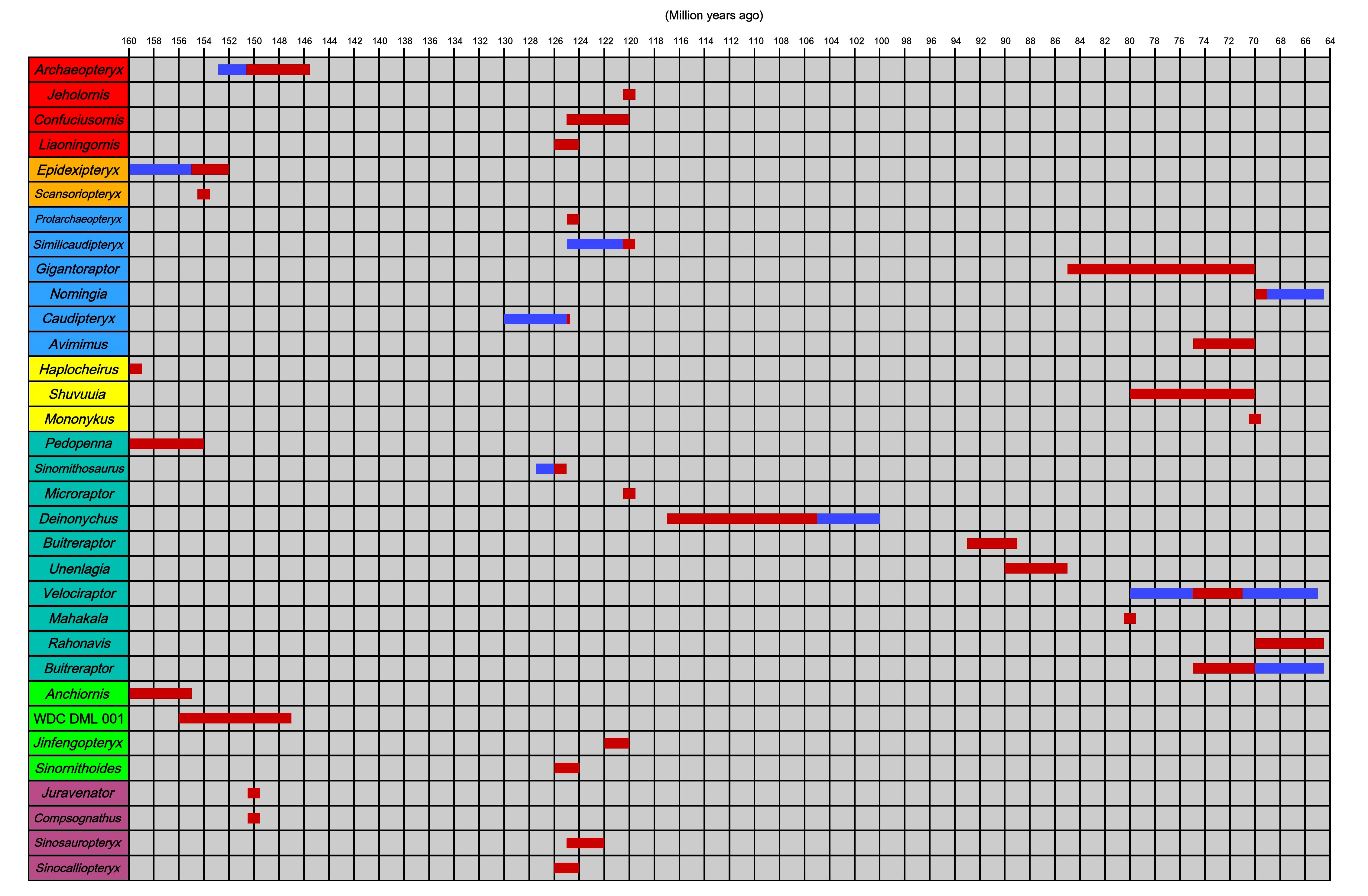
diagram som visar den daterade åldern för några basala fåglar, och ett flertal fågelliknande och/eller befjädrade dinosaurier.

Farfarsparadoxen inom paleontologin namngavs av Alan Feduccia, en av nutidens mest framstående paleornitologer. Feduccia har tidigare påpekat att alla de befjädrade dinosaurier man hittat (och som använts för att styrka teorin att fåglar utvecklades ur dinosaurier) har daterats till mycket lägre ålder än Archaeopteryx, som är den äldsta fågeln man känner till. Vad man menar är att de befjädrade dinosaurierna (som betraktas som förfäder, "farfar") påstås ha utvecklats till fåglar (som då skulle vara "sonson"), trots att de tros ha levt miljontals år efter Archaeopteryx, den äldsta av fåglarna. Men eftersom ett barnbarn inte kan vara äldre än sin farfar, betyder det att de befjädrade dinosaurierna knappast kan vara förfäder till fåglar, då det är tidsmässigt fel.

## Sentida problem med paradoxen
Sedan uppkomsten av paradoxen har man gjort nya upptäckter som kan ifrågasätta den. Man har även hittat befjädrade dinosaurier som tros vara äldre än urfågeln Archaeopteryx, hittills släktena Anchiornis (cirka 160 milj. år) och Epidexipteryx (också cirka 160 milj. år).